# The Body Snatchers
The Body Snatchers (La invasión de los ladrones de cuerpos o Los invasores de cuerpos) es una novela de ciencia ficción escrita por Jack Finney y publicada en 1955 aunque se divulgó originalmente en 1954, como serie por entregas, para Colliers Magazine.
Una historia corta de Philip K. Dick, The Father-Thing, publicada en diciembre de 1954 en The Magazine of Fantasy & Science Fiction, utiliza también la idea de la duplicación de seres humanos en vainas, siendo el fuego el método de destrucción de estas.

## Sinopsis
La trama narra cómo una pequeña ciudad, Mill Valley situada en el condado de Marin (California), es invadida por unas semillas llegadas desde el espacio. Dichas semillas se desarrollan en forma de vainas que sustituyen a la gente mientras duerme, creando duplicados perfectos que tienen los mismos recuerdos, experiencias y vivencias pero son carentes de cualquier emoción o sentimiento humano. Una vez que el proceso está completo sus víctimas humanas se convierten en polvo. Dichos duplicados tan solo viven cinco años y no pueden reproducirse sexualmente, en consecuencia, si no son detenidos, la Tierra rápidamente se convertiría en un planeta muerto y lo invasores buscarían otro planeta.

## Adaptaciones cinematográficas
Considerada una influyente novela en el género de la ciencia ficción The Body Snatchers ha sido adaptada al cine, con diferentes tonos y contextos, en cuatro ocasiones: en 1956 (Invasion of the Body Snatchers dirigida por Don Siegel), 1978 (Invasion of the Body Snatchers dirigida por Philip Kaufman), 1997 (Body Snatchers dirigida por Abel Ferrara) y 2007 (The Invasion dirigida por Oliver Hirschbiegel). También ha servido como base para la película de 1998 The Faculty dirigida por Robert Rodríguez y para la película de 2019 Assimilate dirigida por John Murlowski.
- 1956 - Invasion of the Body Snatchers / La invasión de los ladrones de cuerpos / La invasión de los usurpadores de cuerpos, dirigida por el estadounidense Don Siegel.
- 1978 - Invasion of the Body Snatchers / La invasión de los ultracuerpos / Los usurpadores de cuerpos, dirigida por el estadounidense Philip Kaufman.
- 1993 - Body Snatchers / Secuestradores de cuerpos / Usurpadores de cuerpos, dirigida por el estadounidense Abel Ferrara.
- 2007 - The Invasion / Invasión / Invasores, dirigida por el alemán Oliver Hirschbiegel.
- 2019 - Assimilate / La Invasión, dirigida por el estadounidense John Murlowski.